# 臭老九
臭老九，源于元朝时期对社会阶层的划分，后在中华人民共和国“文化大革命”時期，成为對知識分子的貶稱。

## 起源
清朝史学家赵翼所著的《陔余丛考》中曾提到，元朝有類似說法：“元制，一官，二吏，三僧，四道，五医，六工，七匠，八娼，九儒，十丐”。

## 文化大革命时期

### 定义
文化大革命期间，定义阶级敌人的时候从“黑五类”，即“地、富、反、坏、右”，发展出此后的“黑七类”和“黑九类”，而知识分子常被归为垫底的第九类，故常被称为“臭老九”。这个阶级-血缘谱系的划分标准混乱，缺乏逻辑，颇为粗略和随意。也有人认为，文革期间的各种人种分类学，并没有明文单列“知识分子”这一项，但由于当时的知识分子基本上都是在中华人民共和国成立前接受的教育，可以划入“资产阶级知识分子”的行列，文革期间对于社会的这一“另类族群”，民间约定俗成地称其为“臭老九”。以下为几种分类形式。
- 地、富、反、坏、右，加上叛徒、特务、走资派、反动学术权威（知识分子）[3][4][5][8]
- 地、富、反、坏、右，加上资本家（民族资产阶级）、黑帮（包括“反动学术权威”、“走资派”、“反党反社会主义分子”、叛徒、特务）[2]
- 地、富、反、坏、右，加上资本家、走资派、反动学术权威、资产阶级知识分子[7]
- 地、富、反、坏、右，加上叛徒、特务、走资派、现行反革命[9]

### 影响

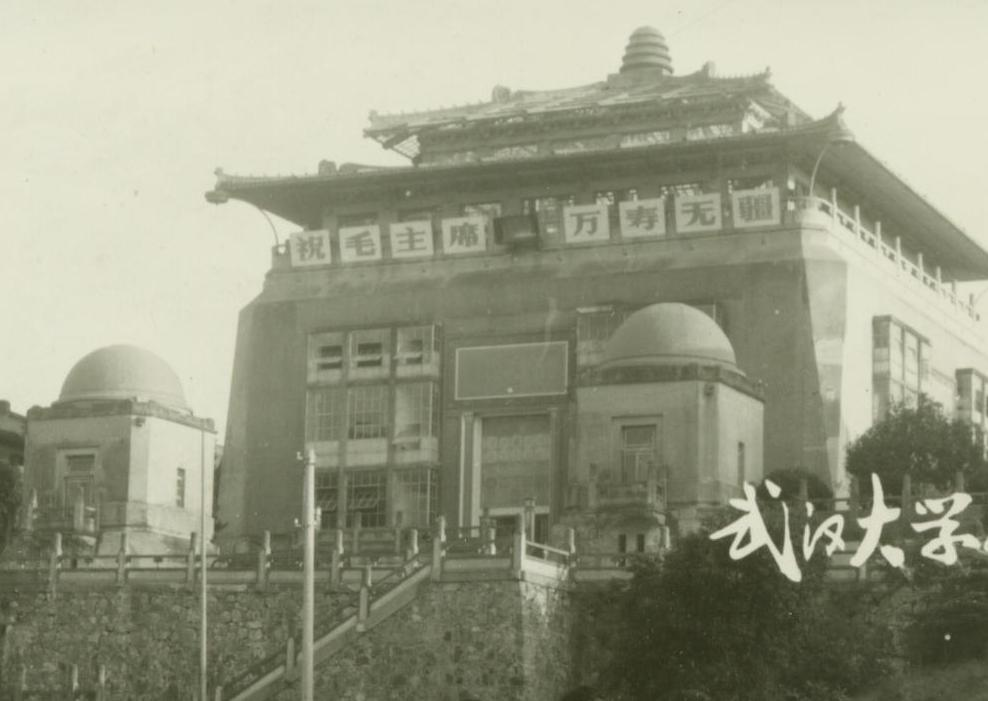
文革时期的武汉大学

1966年8月8日，中共八届十一中全会通过《关于无产阶级文化大革命的决定》，其中明确提到，要批判资产阶级的反动学术“权威”。文化大革命期间，一大批知识分子遭到批斗和迫害，理工类专家譬如“两弹一星”元勋姚桐斌被毒打致死、“两弹一星”元勋”赵九章遭迫害自杀身亡、数学家熊庆来被迫害致死、计算机学家周寿宪遭迫害自杀身亡，文史类专家包括老舍、周作人、傅雷、熊十力、田汉、翦伯赞、吴晗等人被迫害致死。数学家陈景润在遭到迫害期间，被迫整天跪在毛主席像前请罪，脖子上挂了一个大木牌，上书“现行反革命、臭老九———陈景润”。只有钱学森等少部分人因时任国务院总理周恩来于1966年特别列出的《一份名单》而受到一定的保护。此外，文革期间，“知识越多越反动”成为时髦的革命口号。直到文革末期，1975年5月3日，毛泽东在北京召开中共政治局会议期间，親自说道：
教育界、科学界、文艺界、新闻界、医务界，知识分子成堆的地方，其中也有好的，有点马列的。你们外交部也是知识分子成堆的地方，讲错了没有？你们两个是臭知识分子，你们自己承认，臭老九，老九不能走。
其中最后一句，毛泽东引用了样板戏《智取威虎山》中反派头目座山雕等人的一句台词“老九不能走啊！”。该戏中的“老九”意指被封为威虎山老九的杨子荣，而後來“老九不能走啊”的說法也就在撥亂反正中具有重要地位。

### 相关作品
文革期间广为流传的一首打油诗，相传为遭到迫害的知名思想家、哲学家梁漱溟所作：
十儒九丐古时有，而今又名臭老九。
古之老九犹叫人，而今老九不如狗。
专政全凭知识无，反动皆因文化有。

倘若马列生今世，也需揪出满街走。
其中最后一句的“满街走”，典出当时的童谣：“臭老九，颤悠悠，背着粪篓满街走。臭！臭！臭！” 此外，另有一首广为流传的打油诗，被认为是1977年知名文人郭沫若在悼念作家阿英时所作：
你是臭老九，我是臭老九。两个臭老九，天长又地久。

## 摘帽
文化大革命结束后，1977年8月8日，第三次复出政坛的邓小平在科学和教育工作座谈会上，发表了《关于科学和教育工作的几点意见》的谈话（后来被称为“八八谈话”），其中提到：”‘四人帮’创造了一个名词叫‘臭老九’。‘老九’并不坏，《智取威虎山》里的‘老九’杨子荣就是好人嘛！错就错在那个‘臭’字上。毛泽东同志说过‘老九’不能走，这就对了，知识分子的名誉要恢复。” 利用毛泽东晚年的感慨，此次讲话順利推動了在文革后科教领域的“拨乱反正”。同年8月，华国锋在中共十一大（8月12日至18日）的报告中提到，“‘四人帮’根本抹杀建国以来我们党培养和改造知识分子的巨大成绩，打击和扼杀广大知识分子的革命积极性。他们一面收罗一小撮反动知识分子为他们服务，一面却把广大知识分子当作“专政对象”，诬蔑知识分子是‘臭老九’”。

拨乱反正、改革开放后，1980年1月16日，邓小平在《目前的形势和任务》的讲话中提到：
我们说，政治状况发生了根本转变，有些什么根据呢？...... 第四，我们摘掉了知识分子“臭老九”的帽子，摘掉了全国绝大多数地主、富农、资本家的帽子。这不是全国人民政治生活中的大事情吗？